# In the Zone
In the Zone este cel de-al patrulea album de studio al interpretei americane Britney Spears. Acesta a fost lansat la data de 12 noiembrie 2003 prin intermediul casei de discuri Jive Records. Din punct de vedere muzical, este un album pop ce unește stilurile muzicale dance, house, reggae, trip hop și hip hop, cu o instrumentație ce conține chitare, tobe, sintetizatoare, instrumente cu coarde, și instrumente muzicale din Orientul Mijlociu. Temele pieselor variază de la dragoste, dans, împuternicire și, în cazul pieselor precum „Touch of My Hand”, la sex și masturbare. La înregistrarea albumului au colaborat mai mulți producători, printre care Bloodshy & Avant, R. Kelly, Trixster, Moby, Guy Sigsworth și The Matrix.
După terminarea turneului Dream Within a Dream Tour în iulie 2002 și încheierea relației sale cu Justin Timberlake, Spears a planificat să ia o pauză de șase luni din cariera sa; cu toate acestea, munca pentru In the Zone a început mai târziu în luna noiembrie. Cântăreața a început să compună melodii pentru album în timp ce susținea concerte la nivel internațional, în ciuda faptului că nu cunoștea direcția albumului. Artista a experimentat cu diferiți producători, încercând să-i găsească pe cei care i se potriveau cel mai bine stilului ei. Primul cântec înregistrat a fost „Touch of My Hand”, pe care Spears consideră că este cel care creează atmosfera albumului. Solista a compus doar patru piese, iar de multe ori a modificat versurile astfel încât să se poată potrivi cu ceea ce gândește. Spears a declarat că este o compozitoare autobiografică, deși nu până în punctul în care să se simtă auto-exploatată. Aceasta a explicat de asemenea, că natura sexuală a albumului a fost subconștientă și s-a produs în stadiul de dezvoltare al albumului. Spears a colaborat cu artiști precum Madonna în „Me Against the Music” și Ying Yang Twins în „(I Got That) Boom Boom”.
In the Zone a primit recenzii pozitive din partea criticilor muzicali de specialitate, aceștia lăudând amestecul său de stiluri diferite și compoziția artistei, deși vocea ei a fost criticată pentru a fi distantă și procesată. Din punct de vedere comercial, In the Zone a devenit un succes internațional, debutând în fruntea clasamentelor din Franța și Statele Unite ale Americii și ajungând în top 10 cincisprezece țări. În Statele Unite, Spears a devenit prima artistă care deține un număr de patru albume consecutive clasate pe locul întâi.
Patru discuri single au fost extrase de pe album: „Me Against the Music”, „Toxic” și „Everytime” au cunoscut succesul pe plan internațional, ocupând locul întâi în Australia și Irlanda și ajungând în top cinci în clasamentele din alte țări. Pentru a promova albumul, Spears a cântat piesele în mai multe emisiuni de televiziune și a pornit în turneul său The Onyx Hotel Tour. Albumul și videoclipurile muzicale au fost în mare parte văzute de critici drept sfârșitul tranziției sale de la o cântăreața de teen pop la o cântăreață adultă. În 2009, Amy Schriefer de la NPR a listat In the Zone ca fiind unul dintre cele cincizeci cele mai importante albume ale deceniului, considerându-l ca „punându-și amprenta asupra muzicii pop din anii 2000”.

## Informații generale și compunere

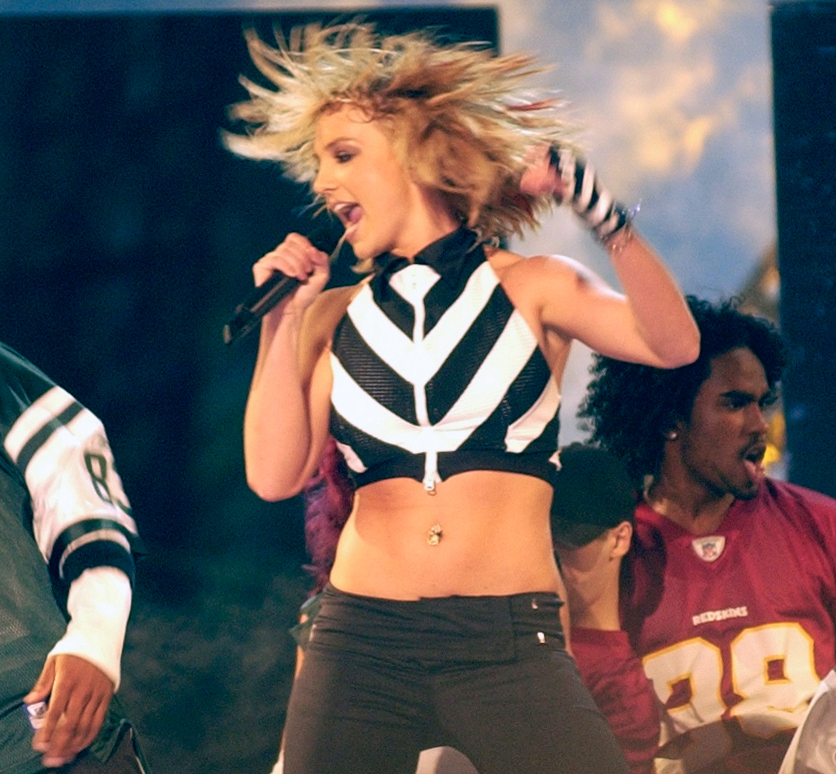
Spears interpretând „Me Against the Music” la NFL Kickoff Live 2003.

În noiembrie 2001, Spears a lansat cel de-al treilea material discografic, Britney, album ce prezintă teme mai adulte și provocatoare, și a lansat discul single principal „I'm a Slave 4 U”. Albumul s-a vândut în peste patru milioane de exemplare în Statele Unite ale Americii; cu toate acestea, a fost considerat ca fiind albumul cu „cele mai slabe vânzări” în comparație cu proiectele sale anterioare. În anul următor, relația ei de trei ani cu cântărețul Justin Timberlake s-a încheiat după luni de speculații. După ce turneul Dream Within a Dream Tour pentru promovarea albumului Britney s-a încheiat în iulie 2002, Spears a anunțat că va lua o pauză de șase luni de la carieră. În noiembrie 2002, a dezvăluit că a început să lucreze la următorul material discografic de studio. Solista a explicat: „Doar am spus că am vrut două sau trei săptămâni de pauză. [...] Și toată lumea începea să spună, «Doamne, a dispărut...»”.
În timp ce a fost în Europa, Spears s-a întâlnit cu William Orbit și cu Daft Punk pentru a stabili posibilele colaborări și i-a confirmat inițial Darkchild și The Neptunes drept producători. Când a fost întrebată de The Hollywood Reporter despre direcția artistică a materialului, Spears a răspuns că a fost o evoluție firească, adăugând: „Ar trebui să se întâmple în mod natural din felul în care te simți. [...] Orice se întâmplă, se întâmplă”. În plus, Spears a programat întâlniri cu Timbaland și Missy Elliott cu scopul de o ajuta să își dezvolte sunetul. Elliott a făcut parte din echipa de producție alături de Nisan Stewart pentru proiectul lui Spears, însă nici unul dintre materialele inițiale nu au văzut lumina zilei. Spears a avut de asemenea o ședință de compunere cu James Murphy de la LCD Soundsystem. Murphy a afirmat: „Stăteam amândoi culcați pe podea, față în față, lucrând la versuri într-un carnețel de notițe. Și părea foarte nerăbdătoare, dar nu a funcționat, a mers la cină și nu s-a mai întors”. Fred Durst a fost rugat de către managerii săi să trimită materiale, astfel a scris și a produs trei melodii trip hop care au fost înregistrate de Spears în ianuarie 2003. Cu toate acestea, după ce au apărut zvonuri despre o aventură între cei doi, Durst i-au rugat pe cei de la Jive Records să nu mai folosească melodiile pentru album. În martie 2003, Lauren Christy de la The Matrix a vorbit despre dezvoltarea albumului cu MTV News și au comparat lucrarea lui Spears cu albumul Madonnei din 1998, Ray of Light. Scott Spock, de asemenea de la The Matrix, a continuat să o compare cu Madonna, spunând: „ Madonna se inspiră constant din ceea ce se difuzează în cluburi și îl transformă în ceva popular. Cred că Britney începe să adopte acest concept în care caută să lucreze la lucruri diferite, în loc să folosească același sunet familiar, și să îl aplice la stilul său [...] Nu cred că [fanii ei] vor fi speriați sau supărați de acest lucru. Cred că vor aprecia cu adevărat ceea ce se va întâmpla.”
Spears a prezentat mai multe melodii lui Quddus Philippe de la MTV în luna mai 2003, printre care „Touch of My Hand”, „Brave New Girl” și „Everytime”. Spears a comentat: „Am reușit cu adevărat să îmi fac timp și să am un control creativ și să fac [noul album] să fie unul special, special, special”. La data de 27 august 2003, Spears a interpretat în deschiderea galei de premii MTV Video Music Awards 2003, un amestec între „Like a Virgin/Hollywood” cu Madonna, Christina Aguilera și Missy Elliott. Spectacolul a început cu Spears apărând pe scenă în vârful unui tort imens de nunta în timp ce purta o rochie de nunta și un voal; a cântat câteva dintre primele strofe din „Like a Virgin” înainte ca Aguilera să apară din spatele tortului și să i se alăture. Madonna a ieșit apoi din tort, purtând o haină neagră și o pălărie, cântând piesa „Hollywood” înainte de a le săruta pe Spears și Aguilera pe buze. Missy Elliott a ieșit dintr-o capelă de nuntă pentru a interpreta piesa „Work It” la jumătatea spectacolului. Sărutul a generat reacții puternice din partea mass-mediei. Spectacolul a fost listat de revista Blender ca fiind unul dintre cele mai sexy 25 de momente de muzică din istoria televiziunii. MTV a descris spectacolul ca fiind cel mai important moment de deschidere din istoria MTV Video Music Awards.

## Compunerea și înregistrarea

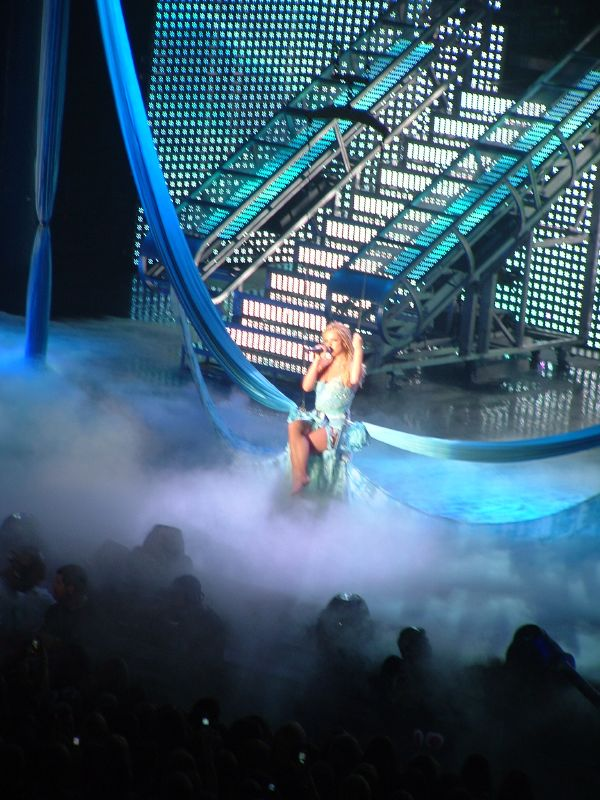
Spears interpretând „Shadow” în timpul turneului The Onyx Hotel Tour în 2004.

Pentru albumul In the Zone, Spears a lucrat cu producători de succes, precum Bloodshy & Avant, R. Kelly, Diddy, Christopher Stewart, Moby, Guy Sigsworth și The Matrix. Artista a început mai întâi să compună cântece pentru In the Zone în timpul turneului Dream Within a Dream Tour. Spears a comentat despre compusul în timpul turneului: „Singurul lucru care de care mi-a fost frică este că nu știam dacă [melodiile] erau destul de bune. [Dar] Nu poți avea încredere în nimeni, trebuie să mergi pe ceea ce simți.” Spears a spus că este o compozitoare autobiografică, deși nu în punctul în care se simțea auto-exploatată. După sfârșitul turneului, Spears a invitat-o pe prietena ei Annet Artani, una din vocile care fac parte din acompaniamentul vocal, la casa ei din Los Angeles. Au început să cânte melodii la pian, iar la scurt timp după, au călătorit la Lacul Como din Lombardia, Italia. Printre melodiile pe care au lucrat au fost „Everytime”, pe care Artani a confirmat-o ca fiind un răspuns la „Cry Me a River” lui Justin Timberlake, precum și „Shine”, cântec rămas neterminat, compus de Spears despre sora ei, Jamie Lynn. Înregistrarea albumului a început în luna mai 2003. Spears a comentat că, deși nu știa inițial în ce direcție dorea să meargă cu albumul, și-a făcut timp să lucreze cu diferiți producători pentru a-i găsi pe cei care i se potriveau stilului ei. Prima melodie înregistrată pentru In the Zone a fost „Touch of My Hand”, iar Spears a spus că „a oferit un echilibru pentru restul albumului.” În urma ședințelor de înregistrare pentru „Everytime”, Spears l-a complimentat pe Sigsworth, afirmând: „Practic i-am spus exact cum aș vrea să sune piesa. Și a fost atât de uimitor, pentru că există mulți producători cărora le spui aceste lucruri, și ei nu le înțeleg. Și te gândești că, oh, nu e întocmai calea cea bună. Însă el a înțeles tot. A fost uimitor.
Christopher Stewart și Penelope Magnet, cunoscuți împreună ca RedZone, i-au prezentat solistei cea de-a treia melodie pe care au scris-o și au produs-o, „Pop Culture Whore”. În timp ce echipa ei de management a apreciat piesa, Spears a respins-o, spunându-le că „este oribilă”. După ce au petrecut o noapte cu Spears în New York City pentru a „intra în lumea ei”, așa cum a explicat managerul ei, a fost mai ușor să „compunem și să știm ce ar vrea și ce nu ar vrea să spună, să știm unde este atmosfera sa reală". Stewart și Magnet au început să lucreze la prima versiune a piesei „Me Against the Music”; Stewart s-a ocupat piesă, în timp ce Magnet a compus melodia la pian și câteva dintre versuri. În timpul sesiunilor de înregistrare, Stewart își amintește că aerul condiționat al studioului s-a stricat timp de trei zile, dar Spears „nu s-a plâns sau altceva, iar pentru mine asta înseamnă că este acolo unde este cu un motiv”. În timp ce repeta pentru interpretarea de la premiile MTV Video Music Awards 2003, Spears i-a dezvăluit versiunea finală a piesei „Me Against the Music” Madonnei. După ce Madonna a spus că îi place piesa, Spears i-a cerut să facă melodia împreună cu ea. RedZone i-a acordat piesa „Me Against the Music” Madonnei, aceasta ocupându-se de aranjament și înregistrarea vocii ei, făcând astfel un duet. Spears, care s-a declarat o fană a Madonnei, a fost „mai mult decât surprinsă” când a auzit versul Madonnei, spunând: „I-am cerut doar să facă un lucru mic, dar ea chiar s-a străduit. A lucrat mult la el”. RedZone au fost apoi angajați pentru a lucra la mai multe piese pentru album, inclusiv să prelucreze versurile piesei „Early Mornin'”, să înregistreze acompaniamentul vocal pentru „Outrageous” și să producă „The Hook Up”.
The Matrix au susținut că după ce au prezentat diverse melodii artistei, le-au adaptat pentru a i se potrivi gândirii sale, în special versurile. Christy a spus, „... știe cu adevărat ceea ce vrea, știe ce se întâmplă atunci când încearcă ceva care știe că nu îi se potrivește. E ceva la modul, «Nu, asta nu sunt eu.» Nu este genul de artist care să își creeze un fel de imagine falsă.” Christy a susținut, de asemenea, că este impresionat de capacitatea vocii a lui Spears, în timpul înregistrării pentru piesa „Shadow”. Steve Anderson, Lisa Greene și Stephen Lee au compus „Breathe on Me” la studiourile Metrophonic din Londra, Anglia. Înainte de a se întâlni cu ceilalți compozitori, Anderson s-a gândit la două concepte pentru cântecele lui Spears, una la care a lucrat „ani buni”, și „Breathe on Me”, pe care le-a elaborat în dimineața ședințelor. Greene și Lee nu au fost mulțumiți de primul concept, și au scris „Breathe on Me” cu Anderson. Cântecul a fost produs de Mark Taylor, păstrând mare parte din programarea efectuată de Anderson. Alături de Taylor, Spears a înregistrat „Breathe On Me” și „And Then We Kiss”, ultima piesă nefiind selectată pentru lista finală de cântece pentru In the Zone. Înainte de lansarea albumului, managerul lui Spears, Larry Rudolph, a spus că era important pentru Spears să continue să se îndepărteze de sunetul pop tradițional, numind „I'm a Slave 4 U” și „Boys” de pe albumul Britney abateri de la muzica anterioară. Barry Weiss, președinte Jive Label Group la vremea respectivă, a adăugat: „A realizat ceea ce a vrut să realizeze, și anume să facă un album mai matur, care să nu sune precum ceva ce ar fi făcut acum trei ani, încă un album comercial care conține doar hituri [...] Este tipul de material pe care ar trebui să-l facă acum, și i-a venit rândul să o facă.” In the Zone a fost înregistrat la studiourile Battery și The Dojo din New York City, studiourile 3:20, studiourile Decoy, studiourile Pacifique, studiourile Record Plant din Los Angeles, California, studiourile de înregistrare Westlake din West Hollywood, California, The Chocolate Factory din Chicago, Illinois, studiourile Triangle Sound din Atlanta, Georgia, studiourile Metrophonic și studiourile Olympic din Londra, Anglia și studiourile Murlyn din Stockholm, Suedia. Începând cu anul 2003, Spears a început să testeze reacția publicului cu privire la noile cântece, redându-le în diverse cluburi de noapte, cum ar fi Show în New York City.

## Structura muzicală și versuri
„Cred că odată ce începi să fii atât de dedicată cu propria ta muzică... Am făcut asta cu ultimul album, și chiar nu am vrut să mă implic atât de mult. Înțeleg [când muzicienii scriu despre lucruri personale]. Dar când totul este despre tine, cred că... Ca și în acest album, unele dintre piesele, cum ar fi «Brave New Girl», mă pot regăsi în acea melodie, dar depinde cât de mult te expui. Acest album este cu siguranță personal, dar nu este șocant de personal – haideți să o luam așa.”
Conform revistei Billboard, In the Zone marchează o abatere muzicală pentru Spears. În loc de pop tradițional, albumul este mai întunecat și mai orientat spre muzica dance. Spears a vorbit despre sunetul general al albumului cu publicația Rolling Stone, spunând, „L-aș descrie drept un material ce emană energii hipnotizante—ceva ce poți asculta fără să fie foarte structurat [...] Bineînțeles că nu mai fac «...Baby One More Time» și acele șlagăre enorme. Cred că acest material prezintă momentul în care sunt acum în viața mea. Este senzual, este sexual, probabil că scriu în mod subconștient pentru că nu am asta acum. Amy Schriefer de la NPR a declarat că albumul este un amestec de muzică dance, house, crunk, instrumentații Diwali, reggae și hip hop. Conform lui William Shaw de la Blender, tema principală al albumului In the Zone este „revelația lui Spears cu privire la sexualitatea ei, drept femeie singură.” Primul single extras de pe album, „Me Against the Music”, în colaborare cu Madonna, dar a fost construit ca un duet după ce artista a fost adăugată în piesă. Spears și Madonna schimbă replici în timpul versurilor, iar Madonna cântă solo în versul intermediar. Instrumentația cântecului include influențe hip hop și chitare funk. În versurile cântecului, Spears și Madonna cântă despre a te dezlănțui pe scenă, „I'm up against the speaker / Trying to take on the music / It's like a competition” (ro.: „Sunt împotriva difuzorului / Încercând să pun stăpânire pe muzică / Este ca o competiție”). Cea de-a doua piesă, „I Got That (Boom Boom)”, este un cântec hip hop în stilul Atlanta, realizat în colaborare cu Ying Yang Twins.
„Showdown” are o instrumentație „efervescentă”, iar versurile vorbesc despre „a te certa și a te împăca în relațiile trupești”, incluzând versuri precum „I don’t really want to be a tease / But would you undo my zipper, please?” (ro.: „Chiar nu vreau să fiu o pacoste, dar ai putea să-mi desfaci fermoarul, te rog?”). Rolling Stone a încadrat piesa în genurile muzicale pop-dancehall. „Breathe on Me”, cel de-al patrulea cântec, a fost descris drept cel mai senzual cântec al albumului. Conținând influențe trip hop, Spears cântă, „Oh, it's so hot, and I need some air / And boy, don't stop 'cause I'm halfway there” (ro.: „Oh, este atât de fierbinte și am nevoie de niște aer / Și, băiete, nu te opri, fiindcă sunt la jumătatea drumului”) și „Just put your lips together and blow” (ro.: „Apropie-ți buzele, și suflă”). „Early Mornin'” o prezintă pe Spears căutând bărbați la un club din New York City. Cântecul are o instrumentație percolativă și dispune de voci discrete din partea lui Spears, care toarce și cască în piesă. Clubul de noapte „Show” este totodată menționat. „Toxic”, melodie pe care Spears a numit-o ulterior piesă ei preferată din carieră, a fost inițial oferită lui Kylie Minogue. Lansat ca și cel de-al doilea extras al albumului, „Toxic” conține elemente de muzică electropop și bhangra și instrumente, precum tobe, sintetizatoare, corzi înalte și chitare de surf. Versurile piesei vorbesc despre a fi dependentă de un iubit. „Outrageous”, cel de-al patrulea și ultimul extras pe single al albumului, este o piesă inspirată de muzica hip hop în care conform lui MTV, Spears „șoptește și geme [...] cu o melodie îmblânzitoare de șerpi, oferind cântecului o senzație exotică.” Versurile vorbesc despre materialism și distracție, cântăreața menționând în refren o serie de lucruri care îi fac plăcere. În „Touch of My Hand”, cântec pe care Spears l-a considerat comparabil cu single-ul „That's the Way Love Goes” (1993) a lui Janet Jackson, cântă într-un registru inferior. Instrumentația conține elemente muzicale ale Orientului Mijlociu, iar versurile melodiei se referă la masturbare, „I will be bold / Going to the places where I can be out of control / Don't want to explain tonight / All the things I try to hide” (ro.: „Voi fi îndrăzneață / Mergând în locurile în care pot să-mi pierd controlul / Nu vreau să explic în seara asta / Toate lucrurile pe care încerc să le ascund”.
Cea de-a noua piesă „The Hook Up” este o piesă reggae în care Spears cântă într-un accent jamaican Patois. Balada „Shadow” vorbește despre modul în care amintirile unui iubit pot rămâne în continuare, chiar și după ce acesta s-a dus. Versurile piesei „Brave New Girl” vorbesc despre o tânără care își găsește pasiunea pierzându-și inhibițiile. Susținută de o instrumentație electro-funk agitată, solista cântă în stil rap, „She's gonna pack her bags, she's going to find her way, she's going to get right out of this / She don't want New York, she don't want L.A., she's going to find that special kiss” (ro.: „Își va împacheta bagajele, o să-și găsească calea, o să iasă din asta / Nu vrea în New York, nu vrea în L.A., o să-și găsească acel sărut special”). Cântecul încorporează elemente ale muzicii No Doubt, Blondie și Madonna. „Everytime” începe cu o introducere de pian, Spears cântând cu o voce șoptită care devine mai puternică pe parcursul cântecului. „Everytime” este o rugăminte de iertare pentru rănirea neintenționată a unui fost iubit. În piesă, cântăreața explică că nu se simte în stare să mai continue, în versuri precum „Everytime I try to fly I fall / Without my wings I feel so small” (ro.: „De fiecare dată când încerc să zbor cad / Fără aripile mele, mă simt atât de inferioară”). În timpul unui interviu acordat postului MTV, Spears a spus despre melodie: „Este vorba de durere, este despre prima ta iubire, prima ta iubire adevărată. E ceva în care toți oamenii se pot regăsi, pentru că toți trec prin prima iubire, crezând că o să dureze pentru tot restul vieții.” Întrebată dacă „Everytime” era despre Timberlake, ea a răspuns: „Voi lăsa melodia să vorbească de la sine.” Varianta remix realizată The Desi Kulcha de la Rishi Rich pentru „Me Against the Music” înlătură complet linia melodică originală a cântecului, fiind adăugate beat-uri suplimentare și strigăte în stilul Punjab. În „The Answer”, Spears cântă despre faptul că iubitul ei este răspunsul la toate nevoile sale: „Who can hold me tight, keep me warm through the night? / Who can wipe my tears when it's wrong, make it right? / Who can give me love till I'm satisfied? / Who's the one I need in my life?” (ro.: „Cine poate să mă țină strâns, să îmi țină de cald noaptea? / Cine îmi poate șterge lacrimile atunci când e greșit, și va face să fie bine? Cine poate să îmi dea dragoste până când sunt mulțumită? / Cine este cel de care am nevoie în viața mea?”). În „Don't Hang Up”, artista insistă la telefon ca iubitul său să o satisfacă, chiar și de la o lungă distanță.

## Promovare

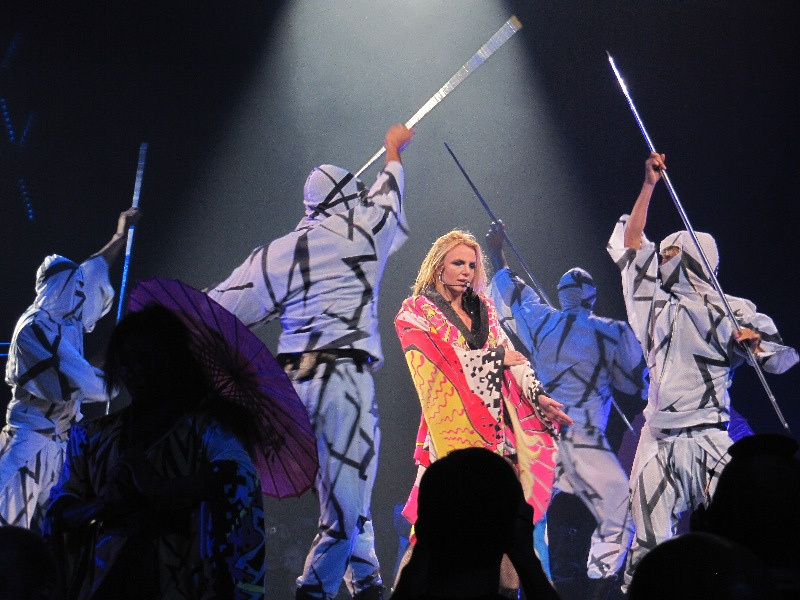
Spears interpretând „Toxic” în cadrul turneului Femme Fatale Tour în 2011.

În noiembrie 2003, Barry Weiss a declarat revistei Billboard faptul că albumul In the Zone a fost promovat la nivel mondial, domeniile implicate fiind publicitatea tipărită, publicitatea electronică, posturile de televiziune, radio și video, pentru a aduce la cunoștință publicului lansarea albumului. În plus, casa de discuri Jive a lucrat cu grupul comercial Karpel pentru a promova albumul comunității gay. Alte eforturi de promovare mai largi au inclus un parteneriat cu compania de marketing LidRock, unde clinenții care comandau o băutură carbogazoasă la Sbarro primeau o ceașcă cu coperta albumului, precum și un mini-disc pe capac cu piesa „Brave New Girl” și alte piese cu alți artiști. În decembrie 2003, un disc actualizat de LidRock a inclus o versiune remix a piesei „Me Against the Music” fără Madonna, precum și melodii ale altor cântăreți de la casa de discuri Jive, Nick Cannon și Bowling for Soup. Teatrele „Reagal” au prezentat, de asemenea, un scurtmetraj care includ imagini din realizarea videoclipurilor muzicale ale lui Spears. Două campanii naționale de publicitate TV au început la data de 1 noiembrie 2003, una cu un anunț publicitar în spectacolul american de comedie, Saturday Night Live, și altul exclusiv pe MTV. Nu au fost planificate campanii sponsorizate de marketing, așa cum a explicat Larry Rudolph, „«De data aceasta» va fi mai mult despre muzică decât despre legăturile corporatiste.” În ceea ce privește expunerea internațională, pe parcursul unei perioade de patru luni, Spears a fost prezentată în șapte mini emisiuni TV și peste o sută cincizeci de interviuri în afara Statelor Unite ale Americii.
Spears a interpretat pentru prima dată piesa „Me Against the Music” la NFL Kickoff Live la data de 4 septembrie 2003 la National Mall. Spectacolul a fost compus dintr-un amestec dintre piesele „... Baby One More Time” și „I'm a Slave 4 U”, care a inclus efecte pirotehnice. La data de 14 septembrie 2003, Spears a cântat un concert surpriză la Rain Nightclub în Palms Casino Resort, și a interpretat „Me Against the Music”, „Breathe on Me”, și un amestec între „...Baby One More Time” și „I'm a Slave 4 U”. La data de 18 octombrie 2003, Spears a cântat „Me Against the Music” și „Everytime” în timpul celui de-al douăzeci și nouălea sezon al emisiunii Saturday Night Live. Spears a cântat în deschiderea Premiilor American Music din noiembrie 2003 piesa „Me Against the Music”. La data de 17 noiembrie 2003, un concert special intitulat Britney Spears: In the Zone a fost difuzat pe American Broadcasting Company (ABC). În ziua următoare, solista a cântat „Me Against the Music” și „(I Got That) Boom Boom” la emisiunea muzicală americană TRL din Times Square. „Me Against the Music” a fost interpretat și în emisiunea americană The Tonight Show with Jay Leno, și emisiunea matinală americană Live with Regis and Kelly, în perioada 17-24 noiembrie 2003. De asemenea, Spears a fost cap de afiș al concertului Jingle Ball, cântând „Toxic”, „Breathe On Me” și „Me Against the Music”. Evenimentul a avut loc la 8 decembrie 2003, la Staples Center. Pe 24 ianuarie 2004, Spears a cântat în deschiderea Premiilor NRJ Music din 2004 piesa „Toxic”. În iunie 2004, Spears a interpretat „Everytime” la emisiunea britanică Top of the Pops.

### Turneul
Turneul The Onyx Hotel Tour, care a promovat In the Zone, a fost cel de-al patrulea turneu a lui Britney Spears. Seria de concerte a fost anunțată în decembrie 2003. A fost inițial intitulat „In The Zone Tour”, însă Spears a fost dată în judecată pentru încălcarea drepturilor de autor privind mărcile comerciale, folosirea frazei „in the zone” fiindu-i interzisă. Spears s-a declarat inspirată să creeze un spectacol cu tema hotelului, idee pe care a combinat-o ulterior cu conceptul de piatră de onix. Scena, inspirată de teatrele din Broadway, a fost mai puțin elaborată decât turneele anterioare. Lista pieselor a fost compusă în mare parte din cântecele de pe albumul In the Zone, precum și unele dintre piesele sale precedente, care au fost rearanjate cu diferite elemente de jazz, blues și percuție latină. Organizatorul Clear Channel Entertainment a promovat turneul către un public mai matur decât în spectacolele anterioare ale artistei, în timp ce sponsorul MTV a promovat foarte mult turneul pe emisiunile de televiziune și pe rețeaua lor de socializare. Turneul a fost împărțit în șapte segmente: Check-In, Mystic Lounge, Mystic Garden, The Onyx Zone, Security Cameras, Club și Encore. Check-In a prezentat spectacole cu dans avansat în tema hotelului. Mystic Lounge a oferit un omagiu Cabaretului și altor musicaluri, iar piesele interpretate au fost mixate. Mystic Garden prezintă o scenă inspirată de junglă, iar The Onyx Zone a prezentat o interpretare baladă cu acrobații. Security Cameras a fost cea mai provocatoare parte a spectacolului, Spears și dansatorii simulând diferite practici sexuale. Club a prezentat o interpretare cu influențe urbane, în timp Encore a constat într-un antract în care Spears a cântat purtând un costum roșu. Turneul a primit recenzii mixte din partea criticilor contemporani. Unii l-au lăudat și l-au descris drept „un spectacol distractiv și interesant”, în timp ce alții au criticat faptul că arată mai mult a spectacol teatral decât un concert adevărat. The Onyx Hotel Tour a obținut succes comercial, încasând 34 de milioane de dolari. În luna martie, Spears a suferit o leziune la genunchi pe scenă, fiind forțată să reprogrameze două spectacole. În iunie, Spears a căzut și-a rănit genunchiul din nou, în timpul filmărilor pentru videoclipul piesei „Outrageous”. Aceasta a suferit o intervenție chirurgicală, iar tot restul turneului a fost anulat.

## Discuri single
„Me Against the Music” a fost lansat ca primul single al albumului In the Zone la 14 octombrie 2003. Alegerea casei de discuri pentru primul single a fost inițial „Outrageous”, dar „Me Against the Music” a fost lansat la insistența artistei. Cântecul a primit recenzii mixte de la criticilor de specialitate. Unii l-au considerat o piesă dance puternică al albumului, în timp ce alții l-au descris ca fiind lipsit de strălucire și dezamăgitor. „Me Against the Music” a obținut succes internațional, ocupând prima poziție a clasamentelor din Australia, Danemarca, Ungaria, Irlanda și Spania, precum și European Hot 100 Singles. De asemenea, s-a poziționat pe locul doi în Canada, Italia, Norvegia și Regatul Unit, și în top cinci în multe alte țări; cu toate acestea, poziția sa maximă a fost locul 35 în clasamentul Billboard Hot 100 din Statele Unite ale Americii, devenind cea mai slabă poziție pe care un prim single a lui Spears o obține. Cântecul a câștigat premiul „Hot Dance Single of the Year” la Premiile Muzicale Billboard din 2004. În videoclipul muzical, Spears o urmărește pe Madonna într-un club de noapte.
„Toxic” a fost lansat drept cel de-al doilea single la 13 ianuarie 2004. După ce a încercat să aleagă între „(I Got That) Boom Boom” și „Outrageous”, Spears a ales „Toxic” în schimb. Cântecul a fost bine primit de critici. „Toxic” a obținut succes în întreaga lume, ajungând în top cinci în cincisprezece țări, ocupând locul unu în clasamentele Australia, Canada, Ungaria, Norvegia și Regatul Unit. În Statele Unite ale Americii, a devenit primul ei single care a întrat în top 10 în aproape patru ani. Videoclipul muzical o prezintă pe Spears în rolul unui agent secret, în căutarea unei sticluțe cu lichid verde. După ce reușește să o fure, intră într-un apartament și își otrăvește iubitul infidel. Videoclipul include, de asemenea, scene intercalate cu Spears, dezbrăcată și purtând diamante pe tot corpul său. „Toxic” i-a adus lui Spears primul său premiu Grammy pentru cea mai bună înregistrare dance, și este adesea menționat ca una dintre cele mai recunoscute piese ale sale.
„Everytime” a fost lansat ca al treilea extras pe single al albumului, la 20 martie 2004. Piesa a primit aprecieri din partea criticilor contemporani. „Everytime” a fost un succes comercial, devenind un șlagăr top cinci în majoritatea țărilor și ajungând pe locul unu Australia, Ungaria, Irlanda și Regatul Unit. Single-ul a ocupat locul 15 în clasamentul Billboard Hot 100 din Statele Unite ale Americii. Videoclipul pentru „Everytime” o prezintă pe Spears drept vedetă hărțuită de paparazzi, care se îneacă în cada din baie după ce începe să sângereze din cauza unei răni la cap. În spital, medicii nu reușesc să o resusciteze, în timp ce un copil se naște în camera de lângă, simbolizând faptul că s-a reîncarnat. Conceptul inițial al videoclipului ar fi prezentat-o Spears murind în urma unei supradoze de droguri, însă conceptul a fost anulat după ce a primit critici din partea mai multor organizații, care l-au perceput ca o promovare a sinuciderii.
„Outrageous” a fost al patrulea și ultimul extras pe single de pe album, lansat la data de 1 iulie 2004. Cântecul a fost lansat drept single după ce a fost ales ca piesă tematică pentru filmul Catwoman din 2004. „Outrageous” a primit recenzii mixte din partea criticilor de specialitate. Unii au apreciat sunetul său funky, observând influența din partea lui Michael și Janet Jackson, în timp ce alții l-au considerat „nememorabil”. Cântecul a intrat doar în clasamentele din România, Japonia și Statele Unite ale Americii, apărând în multe dintre clasamentele componente Billboard și ajungând pe locul 79 în topul Billboard Hot 100. Videoclipul muzical a fost filmat în New York, în luna iunie al anului 2004. Pe platourile de filmare, Spears s-a accidentat la genunchi și a trebuit să sufere o intervenție chirurgicală artroscopică. Din cauza incidentului, videoclipul, turneul The Onyx Hotel Tour, precum și apariția din coloana sonoră Catwoman au fost anulate.

## Recepția criticilor
In the Zone a primit, în general, recenzii pozitive din partea criticilor de specialitate. Pe Metacritic, albumul a primit un scor mediu de 66 din 100, bazat pe 13 de recenzii, scor care indică faptul că piesa a primit „recenzii în general favorabile”. Jason Shawhan de la About.com i-a oferit o recenzie pozitivă discului, fiind de părere că, deși albumul emană o energie seducătoare și sexy, rezultatul final este o declarație personală din partea lui Spears. Redactorul a mai spus: „Încă un lucru legat de noul material a lui Spears este acela că albumele ei anterioare nu au reușit niciodată să stârnească vreun fel de reacție emoțională, ci doar simpla satisfacție ce vine din audiere a unui album pop foarte bun. Mi-e dor de Max Martin, asta e sigur, însă am impresia că Doamna S. a fost foarte atentă la Ciccone. Cu alte cuvinte, [In the Zone] este varianta lui Spears a albumului True Blue”. Stephen Thomas Erlewine de la AllMusic a opinat că discul este „potrivit pentru club, dar în ciuda aluziilor către neo-electro și Neptunes, nu sună modern—ci mai degrabă precum melodii de pe albume din 1993, sau cântece de pe albumele Bedtime Stories și Ray of Light ale Madonnei. Din punct de vedere al producției, piesele [de pe In the Zone] nu sunt doar desăvârșite, dar mult mai variate în comparație cu cele de pe albumele anterioare”. Ruth Mithcell de la publicația BBC Online a fost de părere că „Early Mornin'” este cel mai bun cântec, adăugând: „Din nefericire, tentativele lui Spears de a-și demonstra maturitatea nou-descoperită sufocă și copleșesc toate celelalte lucruri bune legate de In the Zone”. Mim Udovitch de la revista Blender a comentat: „Acest album de «dezlănțuire» este o trecere neinspirată de la cântece despre inimă către cântece despre zona intimă [...] Nu mai este doar fetiță, ci o femeie în adevăratul sens al cuvântului, iar acum eliberată complet din sclavie, [Spears] joacă destul de convingător rolul unei amante”. Într-o recenzie pentru revista Entertainment Weekly, David Browne a spus că „Brave New Girl” și „Touch of My Hand” sunt cele mai bune și sincere cântece de pe album, însă a mai adăugat „pe acest CD destinat să onoreze primii ei pași către viața de adult, Spears rămâne totuși distantă și superficială. În toată libertatea ei, cântăreața încă își caută drumul potrivit”.
Jon Pareles de la revista Rolling Stone a opinat că „Vocea [lui Spears] este atât de prelucrată și editată încât se pierde originalul. [...] In the Zone oferă un club de striptease, sex 1-900, acomodare și nuditate. Pe lângă beat-urile sclipitoare, Spears sună la fel de intimă ca o păpușă gonflabilă”. Sal Cinquemani de la publicația Slant Magazine a afirmat că „Cel de-al patrulea album de studio a lui Britney, In the Zone, o prezintă pe prințesa pop ajunsă la o vârstă a maturității, alături de un îndrăzneț mixaj de muzică hip-hop și dance, ștergând ultimele urme de bubblegum-pop rămase din trecutul ei. [...] În mare parte, In the Zone este o scrisoare de dragoste către ringul de dans, mare, suculentă, și zgomotoasă, care face implicarea Madonnei [...] și mai potrivită”. Dorian Lynskey de la ziarul The Guardian a comentat: „Spre deosebire de albumele anterioare ale lui Britney, In the Zone nu are niciun cântec «de umplutură» sau vreo variantă cover de proastă calitate, ci doar vreo 57 variante de invenții profitabile de la fabrica de hituri pop. Există hip-hop sudic, deep house, R&B în stilul Neptunes, un beat Diwali omniprezent, și cel mai important, tone de influențe ale Madonnei”. Jason King de la revista Vibe a numit In the Zone „un album dance foarte încrezător care ilustrează evoluția lui Spears în calitate de compozitoare”. Cântecul „Toxic” i-a oferit lui Spears primul și singurul ei premiu Grammy de până acum, câștigând la categoria „Cea mai bună înregistrare dance” la cea de-a 47-a ediție a galei de premii (2005).

## Distincții și recunoașteri
In the Zone a câștigat un premiu la categoria „International Rock Albums of the Year” la ediția din 2004 a premiilor Japan Gold Disc Award.

## Performanța în clasamentele muzicale

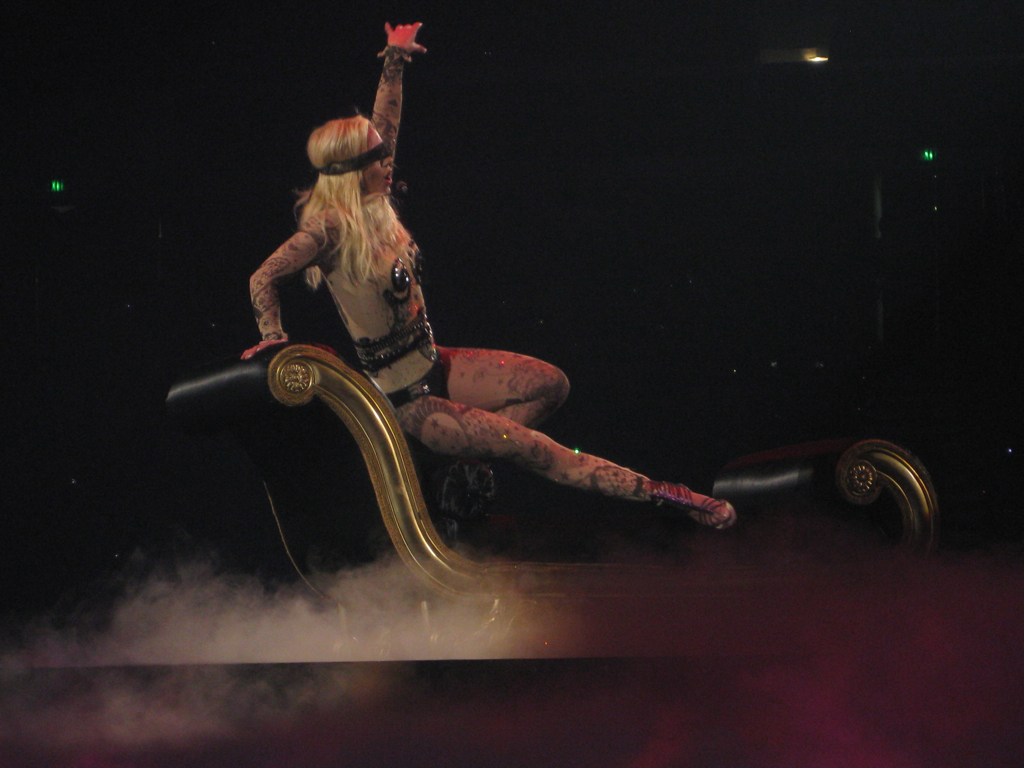
Spears interpretând melodia „Touch of My Hand”, într-un concert în Sacramento din cadrul turneului The Circus Starring Britney Spears din 2009.

Conform Nielsen SoundScan, In the Zone s-a vândut în 609.000 de copii în prima sa săptămână de la lansare în Statele Unite, debutând în fruntea clasamentului Billboard 200 la 7 decembrie 2003. Albumul a înregistrat al doilea cel mai bun debut pentru o artistă la capitolul vânzări în prima săptămână (fiind doar în urma Aliciei Keys, The Diary of Alicia Keys vânzându-se în 618.000 de exemplare). De asemenea, In the Zone a avut al cincilea cel mai bun debut de vânzări în prima săptămână al anului. Spears a devenit doua artistă din istoria clasamentului Billboard care să obțină patru albume consecutive ce ajung pe prima poziție, fiind doar în urma lui Janet Jackson care a avut la acea vreme cinci. In the Zone a fost premiat cu două discuri de platină de către Recording Industry Association of America (RIAA) la 16 decembrie 2003, denotând peste două milioane de copii expediate în Statele Unite. Până în prezent, discul s-a comercializat în peste trei milioane de exemplare, potrivit Nielsen SoundScan. În Canada, materialul a debutat pe locul doi în topul Canadian Albums Chart, 31.000 de unități fiind vândute în prima săptămână. Ulterior, albumul a primit trei discuri de platină din partea Canadian Industry Association (CRIA) pentru cele 300.000 de copii expediate.
În Australia și Noua Zeelandă, In the Zone a debutat pe locurile 10 și, respectiv, 25, în clasamentele oficiale. Materialul a fost premiat cu discul de platină de către Australian Recording Industry Association (ARIA), indicând peste 70.000 de unități vândute. În Japonia, albumul a debutat pe locul trei în ierarhia săptămânală Oricon, înregistrând vânzări de 59.128 de exemplare. Până în mai 2017, In the Zone s-a vândut în peste 450.000 de copii. În Mexic, albumul a primit la 17 decembrie 2003 discul de platină din partea Asociación Mexicana de Productores de Fonogramas y Videogramas (AMPROFON) pentru expedierea a 150.000 de exemplare. Concomitent, acesta a primit un disc de platină în Argentina din partea Argentine Chamber of Phonograms and Videograms Producers (CAPIF), denotând 40.000 de copii vândute. În Regatul Unit, In the Zone a debutat pe locul 14 în clasamentul UK Albums Chart. După 33 de săptămâni de prezență, acesta a urcat pe locul 13, poziția sa maximă. În total, discul a petrecut 43 de săptămâni în clasament. Acesta a primit totodată o certificare cu disc de platină din partea British Phonographic Industry (BPI) pentru cele peste 300.000 de exemplare vândute. În Franța, In the Zone a debutat pe prima poziție a topului French Albums Chart. În luna aprilie a anului 2004, albumul a fost premiat cu discul de platină de către International Federation of the Phonographic Industry (IFPI) datorită vânzării a peste un milion de copii în Europa. In the Zone a fost al optulea cel mai bine vândut album al anului 2003.

## Impact în cultura pop
„Nu sunt genul de persoană care dă vina pe ceilalți, dar sunt de părere că unele lucruri pe care alții le-au făcut pentru mine nu au fost întotdeauna în interesul meu. Privind în urmă, simt că natura «mai puțin înseamnă mai mult» a celui de-al patrulea meu album a fost cea mai bună soluție”. 
Stephen Thomas Erlewine de la AllMusic a comentat: „Dacă Britney din 2001 a fost un album tranzitoriu, capturând-o pe Spears într-un moment al vieții în care nu se simțea nici fată, nici femeie, continuarea din 2003, In the Zone, evidențiază momentul în care aceasta și-a încheiat călătoria și s-a transformat în Britney, Femeia Matură”. Erlewine a comparat-o pe Spears cu solista Christina Aguilera, explicând faptul că ambele artiste au echivalat maturitatea cu teme sexuale transparente și sunetele zdrobitoare ale cluburilor de noapte. În timp ce Aguilera „lasă impresia că este o zdreanță înnăscută, Britney este «fata din vecini» care se dezlănțuie în perioada facultății, bea alcool, fumează, dansează și trimite mesaje indecente, toate făcute într-un mod nechibzuit, de vreme ce este pentru prima oară când poate să se delecteze pe cont propriu”.
Sal Cinquemani de la publicația Slant Magazine a afirmat: „Pentru o fată care mereu a lăsat impresia că este prea provocatoare pentru vârsta ei, In the Zone o prezintă pe Spears într-un moment al vieții în care în sfârșit poate «să-și umple pantalonii», ca să spun așa. Cochetăriile ei de fetiță în sfârșit par să funcționeze—poate pentru că, având vârsta de 21 de ani, este în sfârșit femeie”. Jason King de la revista Vibe a spus că albumul înfățișează o transformare a lui Spears: „nu mai este o fetiță, ci o femeie în toată regula, căreia niciun bărbat nu îi poate rezista”. În anul 2009, Amy Schriefer de la organizația NPR a inclus In the Zone în clasamentul celor mai importante 50 de albume ale deceniului. Numindu-l „o introducere în ceea ce privește sunetul muzicii pop a anilor 2000”, redactorul a considerat că Spears a fost vehiculul ideal pentru un sunet futuristic, de vreme ce cântăreața încerca să se desprindă de trecutul ei teen pop. Schriefer a lăudat melodiile „Toxic” și „Everytime”, afirmând, de asemenea, faptul că: „În timp ce istoria legată de obsesia pentru celebrități, voaiorismul paparazzilor și conflictele construite în jurul sexualității femeilor și instinctelor materne din acest deceniu sunt scrise pe corpul lui Spears, istoria muzicii pop lucrată în mod impecabil din acest deceniu este scrisă pe acest album”.

## Ordinea pieselor pe disc
| Nr. | Titlu                                                                              | Textier(i) | Durată | Note |
| --- | ---------------------------------------------------------------------------------- | --- | ------ | ---- |
| 01. | „Me Against the Music” (în colaborare cu Madonna)                                  | Britney Spears, Madonna, Christopher "Tricky" Stewart, Thabiso "Tab" Nkhereanye, Penelope Magnet, Terius Nash, Gary O'Brien | 3:43   | [A]  |
| 02. | „(I Got That) Boom Boom” (în colaborare cu Ying Yang Twins)                        | Roy "Royalty" Hamilton, Chyna Royal, Deongelo Holmes, Eric Jackson                                                          | 4:51   | [B]  |
| 03. | „Showdown”                                                                         | Britney Spears, Cathy Dennis, Christian Karlsson, Pontus Winnberg, Henrik Jonback                                           | 3:18   | —    |
| 04. | „Breathe on Me”                                                                    | Stephen Lee, Steve Anderson, Lisa Greene                                                                                    | 3:43   | [B]  |
| 05. | „Early Mornin'”                                                                    | Britney Spears, Moby, Christopher "Tricky" Stewart, Penelope Magnet                                                         | 3:45   | —    |
| 06. | „Toxic”                                                                            | Cathy Dennis, Christian Karlsson, Pontus Winnberg, Henrik Jonback                                                           | 3:21   | [A]  |
| 07. | „Outrageous”                                                                       | R. Kelly | 3:22   | [A]  |
| 08. | „Touch of My Hand”                                                                 | Britney Spears, Jimmy Harry, Balewa Muhammad, Shep Solomon                                                                  | 4:19   | [B]  |
| 09. | „The Hook Up”                                                                      | Britney Spears, Christopher "Tricky" Stewart, Thabiso "Tab" Nkhereanye, Penelope Magnet                                     | 3:54   | —    |
| 10. | „Shadow”                                                                           | Britney Spears, Lauren Christy, Scott Spock, Graham Edwards, Charlie Mid                                                    | 3:45   | —    |
| 11. | „Brave New Girl”                                                                   | Britney Spears, Brian Kierulf, Josh Schwartz, Kara DioGuardi                                                                | 3:30   | —    |
| 12. | „Everytime”                                                                        | Britney Spears, Annet Artani                                                                                                | 4:31   | [A]  |
| 13. | „Me Against the Music” (Rishi Rich's Desi Kulcha Remix) (în colaborare cu Madonna) | Britney Spears, Madonna, Christopher "Tricky" Stewart, Thabiso "Tab" Nkhereanye, Penelope Magnet, Terius Nash, Gary O'Brien | 4:31   | —    |

Note
- A ^ Extras pe disc single.
- B ^ Se dorea a fi lansat ca extras pe single.

## Acreditări și personal
Persoanele care au lucrat la album sunt preluate de pe coperta In the Zone.
- Algozee – efectuare de ansamblu
- Ed Alton – aranjament de corzi
- Steve Anderson – instrumentație, programare
- BlackCell – acompaniament vocal
- Bloodshy & Avant – aranjament, programare, producător, inginer de sunet, editare vocală, instrumentație
- DaCorna Boyz – claviatură
- B.U.D. – acompaniament vocal
- Courtney Copeland – acompaniament vocal
- Tom Coyne – masterizare
- Kara DioGuardi – acompaniament vocal
- Roxanne Estrada – acompaniament vocal
- Chris Fudurich – inginer de sunet
- Andy Gallas – inginer de sunet
- Abel Garibaldi – programare, inginer de sunet
- Roy Gartrell – banjo, chitară
- Serban Ghenea – mixare
- Brad Gilderman – inginer de sunet
- Roy "Royalty" Hamilton – aranjament, producător, acompaniament vocal, instrumentație
- John Hanes – editare vocală, Pro-Tools
- Dug Hanes – Pro-Tools
- Jimmy Harry – aranjament, programare, producător, chitară, claviatură
- Emma Holmgren – acompaniament vocal
- Janson & Janson – conductor
- Henrik Jonback – chitară
- Jennifer Karr – acompaniament vocal
- Brian Kierulf – programare, producător, inginer de sunet, inginer vocal, editare vocală, chitară, claviatură
- Kyron Leslie – acompaniament vocal
- Thomas Lindberg – bas
- Steve Lunt – arranger, producător
- Donnie Lyle – chitară
- Sean Magee – inginer de sunet
- Penelope Magnet – aranjament,  producător, aranjament vocal, producător vocal, acompaniament vocal
- Madonna – voce secundară în „Me Against the Music”
- Sean McGhee – inginer de sunet
- Ian Mereness – programming, inginer de sunet
- Charlie Midnight – textier
- Moby – programare, producător, inginer de sunet, instrumentație
- Pablo Munguia – inginer de sunet
- Kendall D. Nesbitt – claviatură
- R. Kelly – producător, acompaniament vocal
- Rishi Rich – remixare
- Emma Roads – acompaniament vocal
- Chyna Royal – acompaniament vocal
- Joshua M. Schwartz – producător, inginer de sunet, chitară
- Guy Sigsworth – producător, instrumentație
- Sheppard Solomon – producător
- Britney Spears – voce principală, producător, acompaniament vocal
- Mark "Spike" Stent – inginer de sunet, inginer vocal
- Christopher Stewart – producător, aranjament vocal, producător vocal, aranjament, programare, acompaniament vocal, instrumentație
- Stockholm Session Strings – corzi
- Rich Tapper – inginer de sunet
- David Treahearn – inginer de sunet
- Mark Taylor – producător, inginer de sunet
- The Matrix – producer, inginer de sunet, acompaniament vocal
- Brian "B Luv" Thomas – inginer de sunet, editare vocală, inginer vocal
- Mike Tucker – inginer vocal, editare vocală
- Tumbi – efectuare de ansamblu
- P-Dub Walton – editare vocală
- Wizardz of Oz – acompaniament vocal
- Dan Yashiz – editare vocală
- Ying Yang Twins – acompaniament vocal

## Clasamente
| Țară (clasament)                                       | Poziția maximă | Referință |
| 2003-04                                                | 2003-04        | 2003-04   |
| ------------------------------------------------------ | -------------- | --------- |
| Australia (ARIA – Albume australiene)                  | 10             | [ 111 ]   |
| Austria (Ö3) – Albume austriece)                       | 10             | [ 111 ]   |
| Belgia - Flandra (Ultratop – albume belgiene)          | 7              | [ 111 ]   |
| Belgia - Valonia (Ultratop – albume belgiene)          | 5              | [ 111 ]   |
| Canada (Billboard – albume canadiene)                  | 2              | [ 112 ]   |
| Cehia (ČNS IFPI – albume cehe)                         | 6              | [ 113 ]   |
| Danemarca (Hitlisten – albume daneze)                  | 8              | [ 111 ]   |
| Elveția (Schweizer Hitparade – albume elvețiene)       | 6              | [ 111 ]   |
| Finlanda (Suomen virallinen lista – albume finlandeze) | 15             | [ 111 ]   |
| Franța (SNEP – albume franceze)                        | 1              | [ 111 ]   |
| Germania (Offizielle Top 100 – albume germane)         | 2              | [ 111 ]   |
| Grecia (IFPI – albume grecești)                        | 1              | [ 114 ]   |
| Irlanda (IRMA – albume irlandeze)                      | 4              | [ 115 ]   |
| Italia (FIMI – albume italiene)                        | 16             | [ 111 ]   |
| Japonia (Oricon – albume japoneze)                     | 3              | [ 116 ]   |
| Norvegia (VG-lista – albume norvegiene)                | 11             | [ 111 ]   |
| Noua Zeelandă (RMNZ – albume nou-zeelandeze)           | 25             | [ 111 ]   |
| Polonia (ZPAV – albume poloneze)                       | 23             | [ 117 ]   |
| Portugalia (AFP – albume portugheze)                   | 11             | [ 111 ]   |
| Regatul Unit (OCC – albume britanice)                  | 13             | [ 118 ]   |
| Scoția (OCC – albume scoțiene)                         | 12             | [ 119 ]   |
| Statele Unite ale Americii (Billboard 200)             | 1              | [ 120 ]   |
| Statele Unite ale Americii (Top R&B/Hip-Hop Albums)    | 10             | [ 121 ]   |
| Suedia (Sverigetopplistan – albume suedeze)            | 8              | [ 111 ]   |
| Țările de Jos (MegaCharts – albume olandeze)           | 9              | [ 111 ]   |
| Ungaria (MAHASZ – albume maghiare)                     | 7              | [ 122 ]   |

| Țară (clasament)                                 | Poziția maximă | Referință |
| 2003                                             | 2003           | 2003      |
| ------------------------------------------------ | -------------- | --------- |
| Elveția (Schweizer Hitparade – albume elvețiene) | 84             | [ 123 ]   |
| Italia (FIMI – albume italiene)                  | 93             | [ 124 ]   |
| Regatul Unit (OCC – albume britanice)            | 145            | [ 125 ]   |
| (IFPI – albume la nivel mondial)                 | 8              | [ 126 ]   |
| 2004                                             |                |           |
| Australia (ARIA – albume australiene)            | 49             | [ 127 ]   |
| Austria (Ö3 – albume austriece)                  | 36             | [ 128 ]   |
| Belgia - Flandra (Ultratop – albume belgiene)    | 86             | [ 129 ]   |
| Belgia - Valonia (Ultratop – albume belgiene)    | 93             | [ 130 ]   |
| Elveția (Schweizer Hitparade – albume elvețiene) | 49             | [ 131 ]   |
| Franța (SNEP – albume franceze)                  | 68             | [ 132 ]   |
| Germania (Offizielle Top 100 – albume germane)   | 35             | [ 133 ]   |
| Regatul Unit (OCC – albume britanice)            | 51             | [ 134 ]   |
| Statele Unite ale Americii (Billboard 200)       | 8              | [ 135 ]   |
| Țările de Jos (MegaCharts – albume olandeze)     | 84             | [ 136 ]   |
| Ungaria (MAHASZ – albume maghiare)               | 51             | [ 137 ]   |

| Țară (clasament)                           | Poziția maximă | Referință |
| 2000-09                                    | 2000-09        | 2000-09   |
| ------------------------------------------ | -------------- | --------- |
| Statele Unite ale Americii (Billboard 200) | 143            | [ 138 ]   |

## Certificări
| \| Țara \| Vânzări/ puncte \| Certificare \| Referințe \| \| --------------------------------- \| --------------- \| ----------- \| ---------- \| \| Argentina (CAPIF) \| +40.000 \| \| [139] \| \| Australia (ARIA) \| +70.000 \| \| [140] \| \| Austria (IFPI Austria) \| +30.000 \| \| [141] \| \| Belgia (BEA) \| +25.000 \| \| [142] \| \| Brazilia (Pro-Música Brasil) \| +50.000 \| \| [143] \| \| Canada (Music Canada) \| +300.000 \| \| [144] \| \| Danemarca (IFPI Danemarca) \| +20.000 \| \| [145] \| \| Elveția (IFPI Elveția) \| +20.000 \| \| [146] \| \| Finlanda (Musiikkituottajat) \| +15,052 \| \| [147] \| \| Franța (SNEP) \| +225.000 \| \| [148][149] \| \| Germania (BVMI) \| +100.000 \| \| [150] \| \| Grecia (IFPI Grecia) \| +10.000 \| \| [151] \| \| Japonia (RIAJ) \| +250.000 \| \| [152] \| \| Mexic (AMPROFON) \| +100.000 \| \| [153] \| \| Norvegia (IFPI Norvegia) \| +20.000 \| \| [154] \| \| Noua Zeelandă (RMNZ) \| +7.500 \| \| [155] \| \| Portugalia (AFP) \| +40.000 \| \| [156] \| \| Regatul Unit (BPI) \| +533.000 \| \| [157][158] \| \| Rusia (NFPF) \| +120.000 \| \| [159] \| \| Statele Unite ale Americii (RIAA) \| +3.000.000 \| \| [160][161] \| \| Suedia (GLF) \| +30.000 \| \| [162] \| \| Ungaria (MAHASZ) \| +10,000 \| \| [163] \| \| Sumar \| \| \| \| \| Uniunea Europeană (IFPI) \| +1.000.000 \| \| [164] \| | Note - reprezintă „disc de aur”; - reprezintă „dublu disc de aur”; - reprezintă „disc de platină”; - reprezintă „dublu disc de platină”; - reprezintă „triplu disc de platină”; - reprezintă „cvintuplu disc de platină”. |             |                 |
| Țara | Vânzări/ puncte | Certificare | Referințe       |
| Argentina (CAPIF) | +40.000 |             | [ 139 ]         |
| Australia (ARIA) | +70.000 |             | [ 140 ]         |
| Austria (IFPI Austria) | +30.000 |             | [ 141 ]         |
| Belgia (BEA) | +25.000 |             | [ 142 ]         |
| Brazilia (Pro-Música Brasil) | +50.000 |             | [ 143 ]         |
| Canada (Music Canada) | +300.000 |             | [ 144 ]         |
| Danemarca (IFPI Danemarca) | +20.000 |             | [ 145 ]         |
| Elveția (IFPI Elveția) | +20.000 |             | [ 146 ]         |
| Finlanda (Musiikkituottajat) | +15,052 |             | [ 147 ]         |
| Franța (SNEP) | +225.000 |             | [ 148 ] [ 149 ] |
| Germania (BVMI) | +100.000 |             | [ 150 ]         |
| Grecia (IFPI Grecia) | +10.000 |             | [ 151 ]         |
| Japonia (RIAJ) | +250.000 |             | [ 152 ]         |
| Mexic (AMPROFON) | +100.000 |             | [ 153 ]         |
| Norvegia (IFPI Norvegia) | +20.000 |             | [ 154 ]         |
| Noua Zeelandă (RMNZ) | +7.500 |             | [ 155 ]         |
| Portugalia (AFP) | +40.000 |             | [ 156 ]         |
| Regatul Unit (BPI) | +533.000 |             | [ 157 ] [ 158 ] |
| Rusia (NFPF) | +120.000 |             | [ 159 ]         |
| Statele Unite ale Americii (RIAA) | +3.000.000 |             | [ 160 ] [ 161 ] |
| Suedia (GLF) | +30.000 |             | [ 162 ]         |
| Ungaria (MAHASZ) | +10,000 |             | [ 163 ]         |
| Sumar | |             |                 |
| Uniunea Europeană (IFPI) | +1.000.000 |             | [ 164 ]         |

## Istoricul lansărilor
| Țara                       | Data lansării      | Ediție   | Format | Casă de discuri | Referințe |
| -------------------------- | ------------------ | -------- | ------ | --------------- | --------- |
| Italia                     | 12 noiembrie 2003  | Standard | CD     | BMG             | [ 165 ]   |
| Regatul Unit               | 12 noiembrie 2003  | Standard | CD     | RCA             | [ 166 ]   |
| Japonia                    | 15 noiembrie 2003  | Standard | CD     | BMG             | [ 167 ]   |
| Australia                  | 17 noiembrie 2003  | Standard | CD     | BMG             | [ 168 ]   |
| Austria                    | 17 noiembrie 2003  | Standard | CD     | BMG             | [ 169 ]   |
| Franța                     | 17 noiembrie 2003  | Standard | CD     | BMG             | [ 170 ]   |
| Germania                   | 17 noiembrie 2003  | Standard | CD     | BMG             | [ 169 ]   |
| Spania                     | 17 noiembrie 2003  | Standard | CD     | BMG             | [ 171 ]   |
| Elveția                    | 17 noiembrie 2003  | Standard | CD     | BMG             | [ 169 ]   |
| Canada                     | 18 noiembrie 2003  | Standard | CD     | BMG             | [ 172 ]   |
| Statele Unite ale Americii | 18 noiembrie 2003  | Standard | CD     | Jive            | [ 173 ]   |
| Canada                     | 26 aprilie 2005    | DualDisc | CD+DVD | Sony BMG        | [ 174 ]   |
| Statele Unite ale Americii | 26 aprilie 2005    | DualDisc | CD+DVD | Jive            | [ 175 ]   |
| Austria                    | 29 august 2005     | DualDisc | CD+DVD | Sony BMG        | [ 176 ]   |
| Germania                   | 29 august 2005     | DualDisc | CD+DVD | Sony BMG        | [ 176 ]   |
| Elveția                    | 29 august 2005     | DualDisc | CD+DVD | Sony BMG        | [ 176 ]   |
| Regatul Unit               | 26 septembrie 2005 | DualDisc | CD+DVD | RCA             | [ 177 ]   |
| Italia                     | 14 octombrie 2005  | DualDisc | CD+DVD | Sony BMG        | [ 178 ]   |

## Legături externe
- In the Zone pe Metacritic